# La Décollation de saint Jean Baptiste et le Banquet d'Hérode
La Décollation de saint Jean Baptiste et le Banquet d'Hérode est un tableau réalisé dans le deuxième quart du XVe siècle par le peintre italien Fra Angelico. De format horizontal, cette tempera sur bois est une peinture religieuse qui illustre un épisode du Nouveau Testament. Elle représente la décollation de Jean le Baptiste ainsi que le banquet au cours duquel sa tête est apportée à Hérode Antipas à la demande de Salomé, qui danse à droite de la composition. Reçue en don d'Horace His de La Salle en 1878, l'œuvre est conservée au musée du Louvre, à Paris, en France.